# Маунт-Стерлінг (Іллінойс)
Маунт-Стерлінг (англ. Mount Sterling) — місто (англ. city) в США, в окрузі Браун штату Іллінойс. Населення — 2006 осіб (2020).

## Географія
Маунт-Стерлінг розташований за координатами 39°59′7″ пн. ш. 90°45′51″ зх. д. / 39.98528° пн. ш. 90.76417° зх. д. (39.985353, -90.764114).  За даними Бюро перепису населення США в 2010 році місто мало площу 2,87 км², уся площа — суходіл.

## Демографія
Згідно з переписом 2010 року, у місті мешкало 2025 осіб у 898 домогосподарствах у складі 513 родин. Густота населення становила 705 осіб/км².  Було 994 помешкання (346/км²).
Расовий склад населення:
| - 97,6 % — білих - 0,4 % — чорних або афроамериканців - 0,4 % — азіатів - 0,1 % — корінних американців |

До двох чи більше рас належало 0,8 %. Частка іспаномовних становила 1,0 % від усіх жителів.
За віковим діапазоном населення розподілялося таким чином: 23,8 % — особи молодші 18 років, 59,1 % — особи у віці 18—64 років, 17,1 % — особи у віці 65 років та старші. Медіана віку мешканця становила 37,1 року. На 100 осіб жіночої статі у місті припадало 88,4 чоловіків;  на 100 жінок у віці від 18 років та старших — 88,5 чоловіків також старших 18 років.
Середній дохід на одне домашнє господарство  становив 51 142 долари США (медіана — 40 517), а середній дохід на одну сім'ю — 66 470 доларів (медіана — 59 271). Медіана доходів становила 46 375 доларів для чоловіків та 41 333 долари для жінок. За межею бідності перебувало 15,5 % осіб, у тому числі 13,1 % дітей у віці до 18 років та 9,2 % осіб у віці 65 років та старших.
Цивільне працевлаштоване населення становило 1020 осіб. Основні галузі зайнятості: освіта, охорона здоров'я та соціальна допомога — 20,9 %, оптова торгівля — 16,1 %, будівництво — 10,6 %, мистецтво, розваги та відпочинок — 9,3 %.